# Siháb ad-Dín an-Nuvajri
Siháb ad-Dín Ahmad ibn Abd al-Vahháb an-Nuvajri (arab betűkkel شهاب الدين أحمد بن عبد الوهاب النويري – Šihāb ad-Dīn Aḥmad ibn ʿAbd al-Wahhāb an-Nuwayrī; Ahmím, 1279. április 5. – Kairó, 1333. június 5.) középkori egyiptomi arab hivatalnok, történetíró és enciklopédiaszerző volt. Ő a legterjedelmesebb adab-enciklopédia szerzője.

## Élete
Állítása szerint Abu Bakrtól, az iszlám első kalifájától származott. 1299-ben elhunyt apjáról csupán annyit közöl, hogy mélyen vallásos ember volt, de elképzelhető, hogy állami hivatalnokként dolgozott, és hogy élvezte az évtizedeken át szolgáló málikita főkádi, Ibn Mahlúf an-Nuvajri pártfogását (esetleges rokoni kapcsolatukról nincs információ). Ifjúságáról kevés adat áll rendelkezésre; feltételezhető, hogy 1298 előtt hosszabb ideig élt vidéken, Felső-Egyiptomban. Tanítómesterei közé tartozott a kor számos kiválósága, így Abd al-Mumin ad-Dimjáti, Ibn Dakík al-Íd és Ibn Dzsamáa főkádi; különösen Mohamed próféta hagyományai (a hadíszok) iránt érdeklődött, még felnőttként is látogatott ilyen témájú előadásokat.
1298-ban az al-Ádil Kitbuga szultán által megnyitott, majd utódja, an-Nászir Muhammad által saját maga számára lefoglalt mecsetiskola (madrasza) lakója lett mint az állami pénzügyi szerv, a díván al-hássz hivatalnoka. 1301 januárjában Szíriába delegálták a hássz-hivatal ottani vezetőjeként; ilyen minőségben, írásainak tanúsága szerint, beutazta a tartományt és kisebb vagyonra tett szert. Részt vett az ilhánida mongolok ellen vívott, győztes sakhabi csatában (1303. április 18.), és még abban a hónapban visszatért Kairóba, ahol Ibn Mahlúf felügyelete alatt kinevezték a hássz-hivatal vezetőjévé, továbbá megbízták al-Manszúr Kaláún (1279–1290) vallási célú alapítványainak (vakf) kezelésével. A következő években közvetítőként szerepet vállalt a szigorú hanbalita Ibn Tajmijja pártfogói és a vele szemben ellenséges egyiptomi ulema közti vitában, illetve a szultán személyes megbízásából gondoskodott az elhunyt at-Turkumáni emír mauzóleumának felépítéséről, fenntartásáról és maradék vagyonának elkobzásáról.
Miután a szultán 1309 márciusában a mai jordániai al-Karakba menekült a helyette uralkodó emírek, Bajbarsz al-Dzsásnikír és Szajf ad-Dín Szalár elől, és előbbit szultánná kiáltották ki, an-Nuvajri szeptemberben csatlakozott a visszatérésre készülő Muhammadhoz. A szultán oldalán vonult be Kairóba 1310 márciusában, és bizonyos Ibn Abbáda pártfogásának köszönhetően őt nevezték ki a Kaláún-komplexum és a Nászirijja-madrasza igazgatójává. An-Nuvajri a szultáni kegyektől gőgössé és elbizakodottá vált, többek között Ibn Abbádáról is lenézően nyilatkozott, amivel kivívta a szultán haragját.
An-Nászir felhatalmazásával Ibn Abbáda elkoboztatta an-Nuvajri vagyonát és megkorbácsoltatta, majd 1310 júniusában Tripoliba küldték, ahol a helyi kancellária vezetője lett. Néhány hónapra rá pedig a sereg helyi szemlélőjévé lépett elő. Itteni tartózkodása alatt is sokat utazott, és bizonyította hűségét: bár megpróbálták bevonni az an-Nászir Muhammad elleni szervezkedésbe, nem csatlakozott, sőt igyekezett lebeszélni a résztvevőket (főleg a tripoli helytartót, Ákkús al-Aframot). 1312 szeptemberében elhagyta Tripolit, és egy damaszkuszi kitérőt követően, november közepén ért Kairóba. Utolsó ismert megbízatása két alsó-egyiptomi tartomány, al-Murtáhijja és ad-Dakhalijja bevételeinek kezelése volt, amit feltehetően 1316-ig látott el. Ezután életét az írásnak szentelte. Családjáról nem tudunk, és az is csak valószínűsíthető, hogy élete végéig a Nászirijja-madrasza lakója maradt. 56 éves korában hunyt el.

## Munkássága
Olvasmányai, tanulmányai és sokszínű tapasztalatai alapján, az 1318-ban elhunyt al-Vatvát hasonló jellegű munkájából ihletet merítve írta meg hatalmas, enciklopédikus művét, amely a Nihájat al-arab fi funún al-adab („A végcélok – az adab ágai”), amelyet feltehetően 1314–1331 között írt meg. (A könyvnek egyébként nem csak írója, hanem másolója és készítője is volt, lévén kiváló kalligráfus és könyvkötő; a mű egy autográf kötete egyébként fennmaradt.) A kötet öt „művészetre/mesterségre” (fann) oszlik, melyek 5-5 részből állnak, amelyek változó számú fejezetre tagolódnak. Az első mesterség kozmográfiai és földrajztudományi leírást ad a világról és Egyiptomról, a második az emberiséggel foglalkozik, a harmadik az állatvilággal, a negyedik pedig a növényekkel, az ötödik pedig – ami al-Vatvát munkájához képest újításnak számít – világtörténeti összefoglaló. Terjedelmét tekintve ez teszi ki a teljes mű kétharmadát. (21 kötetből áll, míg az összes többi csupán tíz kötetet tesz ki.) Az eseményeket a világ teremtésétől 1331-ig feldolgozó munka utolsó, Nuvajri életében történt eseményeket feldolgozó része eltér a többitől: annalisztikus, helyenként naplószerű formában, meglehetősen száraz stílusban íródott, és az eseménytörténetre fókuszál – annak ellenére, hogy deklarált és a mű többi részében érvényesített célja az összefüggő történések koherenciájának megőrzése a merev időrendiség korlátai nélkül.
A munka rendkívüli forrásértékét an-Nuvajri személyes tapasztalatainak felhasználása adja, amiket hivatali minőségben és utazásai során szerzett; kapcsolatainak köszönhetően számos eredeti dokumentumhoz is hozzáférhetett a kor meghatározó hivatalnokai, helytartói, sőt uralkodói részéről, amik közül többet megőrzött művében. A könyvnek számos kézirata maradt fenn az arab világban és európai gyűjteményekben. Kiadása (az eredetinél több kötetben) 1923-ban kezdődött meg Egyiptomban, és 1955-ig az első 18 kötet jelent meg; az 1970-es években folytatódó munka nyomán 1991-re (a 28. és 29. kötetet nem számítva) a 30. kötetig jutott, amely a mamlúk korszak első éveit dolgozza fel (1279-ig).